# Esther Lofgren
Esther Lofgren (ur. 28 lutego 1985 w Long Beach) – amerykańska wioślarka.

## Osiągnięcia
- Mistrzostwa Świata – Eton 2006 – czwórka bez sternika – 3. miejsce[1].
- Mistrzostwa Świata – Linz 2008 – czwórka bez sternika – 2. miejsce[1]
- Mistrzostwa Świata – Poznań 2009 – czwórka bez sternika – 2. miejsce[1].
- Mistrzostwa Świata – Karapiro 2010 – ósemka – 1. miejsce[1]
- Mistrzostwa Świata – Bled 2011 – ósemka – 1. miejsce[1]
- Igrzyska Olimpijskie – Londyn 2012 – ósemka – 1. miejsce